# Ermita de Sant Miquel Arcàngel (Albaida)
L'ermita de Sant Miquel Arcàngel és un temple catòlic situat al carrer San Miquel, 19, en el municipi d'Albaida. És un Bé de Rellevància Local amb identificador nombre 46.24.006-013.

## Història
Es va construir al segle xix, almenys en la seua estructura actual. Semiabandonada durant part del xx, va ser posteriorment restaurada.
Als inicis del segle xxi, es desenvolupa en ella culte de forma ocasional.

## Descripció
És un edifici molt senzill, alineat amb la resta d'habitatges del carrer, dels quals no es diferencia molt. La seua porta està amb llindar, recaient a una placeta. Sobre la porta hi ha un retaule ceràmic del sant titular, il·luminat per un fanal de forja. Entre el retaule i la porta hi ha un sòcol menut amb el nom de l'ermita. La teulada és a dues aigües, i sota el seu ràfec s'obre un buit de mig punt amb motllura que alberga la campana. Hi ha una porta lateral també amb llindar, amb obertura semicircular coberta per tela metàl·lica, a la qual s'accedeix per una escala de quatre graons.
L'interior està cobert amb una volta bufada i posseeix cossos que sobresurten a dreta i esquerra. Hi ha un altar barroc per a la imatge de San Miquel Arcàngel. El temple alberga un llenç del segle xviii que representa a la Divina Aurora.